# Glacier de Bérard
Pour les articles homonymes, voir Bérard.
Le glacier de Bérard est un glacier de France situé dans le massif des aiguilles Rouges, sur l'ubac du col et de l'aiguille du Belvédère.